# 인순이
인순이(본명: 김인순, 본명 한자: 金仁順, 1957년 4월 5일 ~ )는 대한민국의 팝, 소울 가수이다. 경기도 포천군 청산면 백의리에서 출생하였고 한때 1959년에서 1962년까지 경기도 연천군 전곡면 전곡리에서 잠시 유년기를 보낸 적이 있다. 현재 거주지는 서울 성동구 성수동1가이다.
인순이는 지금까지 14장의 정규 앨범을 포함하여 총 19장의 앨범을 발표하였다. 인순이는 데뷔 후 30년간 끊임없이 활동하면서 팝, 발라드, 댄스, 디스코, 재즈, 트로트, 국악, 락 등 모든 장르를 소화하는 최고의 가창력으로 한국의 최고의 여성 가수 중 한 명으로 여겨지고 있다. 특히 그는 역동적인 안무에도 흔들림 없는 탄탄한 보컬과 화려하고 열정적인 무대매너로 관객들을 사로잡았다.
1995년 KBS 방송대상 여자 가수상, 2004년과 이듬해에는 연달아 KBS 가요대상 본상을 수상했다. 1997년 국민훈장 목련장(4등급)을 받기도 했으며, 2006년 여성 신문사 주최로 열린 미래의 여성 지도상을 수상했다. 또 그는 2017년에는 평창올림픽 성화봉송 주제가를 불렀으며, 2013년에는 다문화 가정과 아이들을 위한 해밀학교를 세웠다.
한편, 천주교 신자이나  비신자를 초청하기도  하는 개신교계 국내 라디오방송인 극동방송 주관 행사에 종종 등장한다.

## 생애

### 1957–1977: 어린 시절
인순이는 1957년 경기도 포천군 청산면 백의리에서 한국인 어머니와 주한 미군으로 근무하던 아프리카계 미국인 아버지 사이에서 태어났는데, 당시 외국인이 흔치 않았던 대한민국에서 인순이는 혼혈임이 쉽게 드러나는 외모로 인해 차별과 소외 등을 받으며 많은 어려움을 겪었다. 인순이는 이러한 어려움으로 인해 “학교 다닐 때는 남들 앞에 나서는 것이 가장 두려웠다”라는 글도 올리기도 했었다. 인순이는 경기도 연천의 청산중학교를 졸업했고, 어려운 가정형편으로 인하여 고등학교에 진학하지 못했다. 인순이는 시골 밖에도 못나가던 순진한 아이였을 때, 김완선의 이모 한백희가 집으로 찾아와 혼혈 그룹을 만들고 싶어 했다며 가수 데뷔를 권유했고, 가족 부양을 위해 가수가 되기로 결정했다.

### 1978–2003: 희자매와 솔로 데뷔
그리고 1978년, 걸 그룹 희자매로 데뷔하였는데, 이때 대한민국을 대표하는 여자 가수로 성공할 거라고 말하는 사람은 아무도 없었다. 희자매는 디스코풍의 빠른 템포에 율동을 더한 음악들을 주로 했다. 1978년 7월 1일 희자매는 첫 정규 앨범을 발매했었고, 타이틀곡 〈실버들〉로 TBC 가요차트 7주 1위를 하며 인기를 얻었다. 희자매 때 인순이는 출중한 댄스 실력과 파워풀한 가창력을 선보여 관심을 받았지만, 오히려 흑인 혼혈이라는 외적 이미지에만 관심을 더 가졌다. 1980년이 되자 인순이는 1집 《인연》으로 솔로 데뷔를 치렀다. 그리고 1983년, 디스코풍의 〈밤이면 밤마다〉가 히트를 쳐 1984년 KBS 7대 가수상을 수상하며 인기 가수 대열에 올랐다. 1982년 10월 16일에는 김인순이라는 이름으로 이인옥, 장혁과 함께 《흑녀》라는 영화에 출연했다. 당시 한백희를 통해 김완선과 이주노는 인순이의 백댄서 그룹인 인순이와 리듬터치로 활동했었다. 이후 김완선과 이주노는 리듬터치를 탈퇴하고 솔로 활동을 하며 엄청난 인기를 얻게되자 당시 매니저였던 한백희(김완선의 이모)는 인순이보다 김완선의 미래가 더 밝을 것으로 예상하며 인순이와의 비즈니스 관계를 청산하였다.
이후 10년간은 큰 인기를 얻지 못하고 밤 무대에서 활동하는 등 대중들에게 잊혀지기 시작했다. 한편, 1994년 4월 26일 서울 여의도성당에서 대학 교수 박경배와 결혼식을 올렸다. 이후 1996년 박진영의 권유로 5년만의 댄스풍 신곡 〈또〉를 발매했다. 이때 인순이는 처음으로 크롭톱을 입고 활동했고, 방송3사 가요 차트 20위권에 진입하며 당시 나이대로는 이례적으로 인기를 얻었다. 같은 해 박경배와 사이에서 외동딸 세인을 낳았다. 2001년 6월 발매한 열다섯 번째 정규 앨범 《My Turn》은 70,000만 장의 음반 판매고를 올렸다.

### 2004–현재

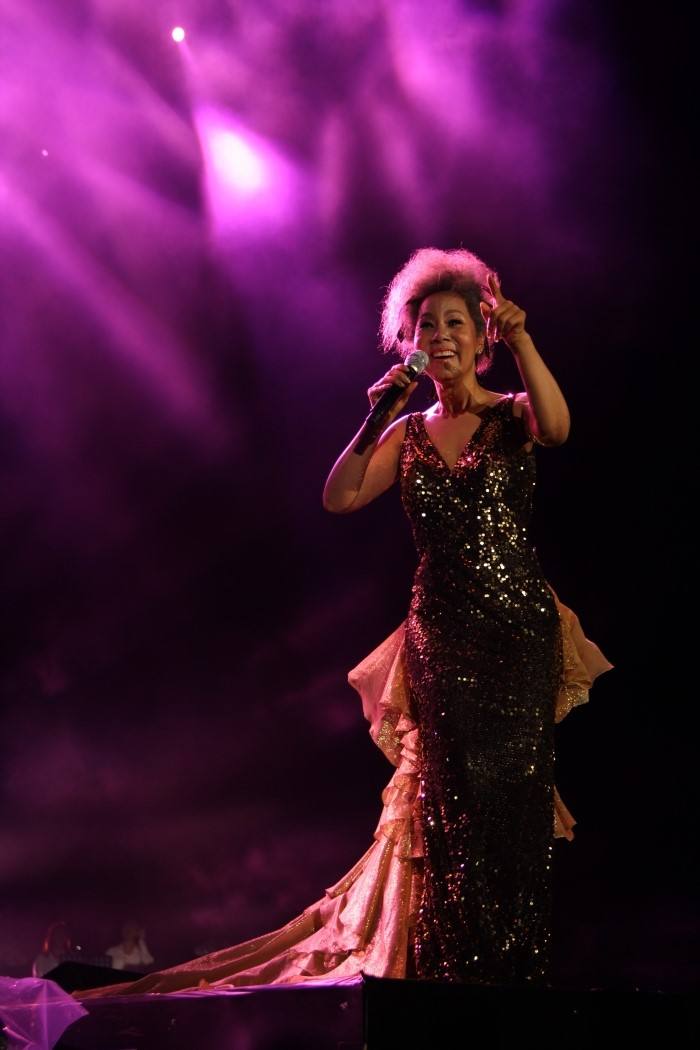
2012년 7월 11일 여수 엑스포에서 인순이.

인순이는 2004년 3월 23일 발매된 조PD의 다섯 번째 정규 앨범 《Great Expectation 조PD Pt 2: Love And Life》의 수록곡 〈친구여〉에 피처링으로 참여했다. 〈친구여〉는 당시 대한민국에서 큰 인기를 얻으며 음악 차트에서 1위를 다투곤 했고, 《열린음악회》에서 조PD와 함께 공연을 해 많은 관심을 얻는 등 제2의 전성기를 맞았다. 같은 해 9월 9일 스윙, 디스코, 발라드, 펑키, 테크노, 트로트 등 다양한 장르를 시도한 인순이의 열여섯 번째 정규 앨범 《A to Z》를 발매했다. 이 시기 화장품 광고 모델로 채용되기도 하며 2005년 개봉한 영화 《야수와 미녀》에 특별 출연하기도 했다. 이 영화에서 인순이는 재즈 가수로 카메오 출연을했는데, 007 골드핑거 주제가로 유명한 샬리 베티에게서 영감을 받았다고 말했다.
2018년에는 1997년부터 2008년까지의 히트곡들을 모아 리마스터링을 거친 베스트 앨범 Anthology 97-08을 발매했다. 2008년부터 데뷔 30주년을 맞아 LEGEND & FOREVER라는 제목으로 2009년까지 1년동안 콘서트 투어를 진행했다.
2009년 5월 8일에는 17집 《인순이》를 발매했고, 그 중 수록곡인 〈아버지〉는 2010년 5월 첫째주 라디오 방송횟수에서 1위를 차지했다. 또한 비슷한시기 비, 이효리 등의 가수들을 눌렀다는 것에서도 화제가 되었다. 또한 2010년 2월, 인순이는 1999년 이후 미국 카네기 홀에서 한국 가수론 최초로 두 번째 공연을 펼치기도 했다. 인순이는 2010년 10월부터 전국 콘서트 투어인 The Fantasia를 시작해 2011년 말까지 계속되었다. 2011년 2월 22일에는 슈프림팀이 피처링으로 참여한 싱글 〈어퍼컷〉을 발매했다. 2011년 7월 19일에는 데뷔 30주년을 맞이해 열린 LEGEND & FOREVER 콘서트 실황을 담은 라이브 음반 《Legend》를 발매했다. 같은 해 8월, 인순이는 많은 고민끝에 《나는 가수다》에 출연을 결정해 좋은 반응을 얻었고, 또한 뮤지컬 시카고에서 벨마 켈리역에 이어 두번째 그의 뮤지컬 도전 《캣츠》에서 그리자벨라 역을 맡았다.
2013년 9월 24일에는 정규 앨범 18집 《Umbrella》를 발매했다. 앨범 발매겸 35주년 기념 콘서트로 삼삼오오를 2013년 10월 4일 서울을 시작으로 펼쳐칠 예정이다.

## 음악 스타일
인순이는 팝 발라드, 알앤비, 댄스 팝 등의 다양한 장르에 넘나들며 활동했다. 특히 1990년대 백댄서팀 인순이의 리듬터치를 만들어 김완선, 이주노 등 춤의 대가들을 배출해냈고, 한국 최초의 사설 댄스팀 스파이크와 함께 댄스를 대중화 시킨 것으로 인정받고 있다. 대중음악평론가 최지선은 나미와 함께 1980년대 댄스 디바로 꼽을 수 있다며 "The Queen Of Soul (1996)라는 앨범 타이틀과 같은 호칭은 갑자기 생긴 것이 아니다. 인순이의 음악은 언제나 솔풀하고 재지하며 블루지했다. 〈실버들〉과 같은 트로트 고고에서도 솔적 풍취가, 〈에레나라 불리운 여인〉같은 통속성에서도 진솔한 블루스가 담겨 있지 않던가"라고 말했다.

### 보컬 능력
인순이는 대한민국에서 가장 노래를 잘하는 여자 가수 중 하나로 꼽히는데, 《조선일보》에서 김연우, 박선주, 차윤섭 등 최고의 보컬 트레이너 10명이 선정한 "시대별 여자 보컬리스트" 순위에서 1980년대에 2위에 선정되었고, 2000년대에도 3위에 선정되었다. 1998년 《조선일보》가 선정한 건국 이후 최고의 가수 50인 순위에서도 27에 오르며 가창력을 인정받았다. 또한 《헤럴드》에서 진행한 한국 대중음악전문가 20명에게 조사한 가장 노래를 잘부르는 가수 순위에서 조용필, 이승철에 이어 "트로트, 솔, 댄스를 두루 섭렵한 데 이어 다양한 연령대에 호소해 왔다"라는 평과 함께 3위에 올랐다.
인순이는 음역대가 굉장히 넓은 가수이다. 보통 여성 가수들이 일반적으로 낼 수 있는 저음은 낮은 E(미)나 많이 내려가면 D(레)이고, 고음은 높은 D(레)나 E(미)인데 노래의 절정에서 한번 또는 두번 찍고 내려오는 경우가 대다수이다. 인순이는 그러나 거위의 꿈에서 낮은 C(도)#, 나는 가수다에서 낮은 C(도)까지 내려가는 엄청난 저음을 뭉개지는 소리 없이 깨끗하게 내는가 하면, 그녀가 피처링한 조PD의 '친구여'에서는 높은 F(파)까지 힘들이지 않고 소리를 내고, 중간중간 애드립하는 부분에서는 계속해서 이어지는 높은 E(미)와 F#까지 아무렇지도 않게 올린다. 특히 놀라운 것은 라이브로 노래를 부를 때 그녀는 무대 위와 아래를 역동적인 안무와 함께 거의 뛰어다니다시피 하는데도 굉장한 고음을 흔들림 없이 낸다는 점에서 놀랄 만한 보컬 능력을 가지고 있다고 볼 수 있다.

## 음반 목록
- 1978: 희자매 1집 - 실버들 / 아리랑 내님아
- 1979: 희자매 2집 - 그 사람 / 내 마음
- 1979: 희자매 3집 - 망향 / 약속
- 1980: 인연 / 차표 한 장
- 1981: 떠나야 할 그 사람 / 누가
- 1982: 슬픔만 남아 있어요 / 울지도 못합니다
- 1983: 슬픈 아침 / 밤이면 밤마다 / 욕망
- 1984: 아름다운 우리나라 / 여기가 어디냐
- 1985: 눈물의 편지 / 잊지 못하고
- 1987: 에레나라 불리운 여인
- 1988: 스페셜 (그 어느 거리로)
- 1989: Turning Point (갈망 / 아름다운 그대)
- 1991: 여자 (하늘을 바라보소 / 착한 여자)
- 1996년: The Queen Of Soul (또 / 이별 연습)
- 1997: 내 영혼의 그윽히 깊은 데서
- 1998: Future & Memories (S.O.S / 두번째 이별)
- 2001: My Turn  (Tell Me / 애인)
- 2003: Insooni Jazz
- 2004: A to Z (Tonight / Higher)
- 2009: Fantasia
- 2013: Umbrella
- 2015: 피노키오 (single)
- 2017: 2018 평창 동계올림픽대회 성화봉송 주제가

## 콘서트
- 2003–05: WOMAN POWER
- 2008–09: LEGEND & FOREVER (나는 전설이다)
- 2010–11: The Fantasia
- 2013: 삼삼오오
- 2018: 데뷔 40주년 전국투어 콘서트 It’s me

## 수상 내역
- 2016년 코리아드라마어워즈 OST상
- 2023년 KBS 연예대상 쇼&버라이어티 부문 여자 신인상
- 2025년 32주년 한터뮤직어워즈 인피니트 인스퍼레이션 아이콘상

### 가요 프로그램 1위
| 연도   | 수상 내역                                    |
| ------ | -------------------------------------------- |
| 2007년 | - 거위의 꿈 - 11월 16일 KBS 《뮤직뱅크》 1위 |

## 작품 활동
영화
- 1982년 《흑녀》 김인순 역
- 2005년 《야수와 미녀》 눈뜬 후 가수 역 (특별출연)
- 2007년 《신중현의 라스트 콘서트》(다큐멘터리 영화) 본인 역

TV
- 2007년 ~ 2008년 KBS 《다큐멘터리 3일》 내레이션
- 2010년 KBS 《현장르포 동행》 추석 특집 내레이션
- 2010년 KBS 드라마 《결혼해주세요》 카메오 출연
- 2011년 MBC 《우리들의 일밤 - 나는 가수다》
- 2012년 TV조선 《P.S. I Love You 박정현》 10회
- 2015년 KBS 《그대가 꽃》 MC
- 2016년 JTBC 《김제동의 톡투유 - 걱정 말아요! 그대》 59회 게스트
- 2021년 ~ 2022년 MBN 《헬로트로트》 심사위원
- 2021년 ~ 2022년 TV조선 《부캐전성시대》 - 고정 출연 (인자벨라)
- 2022년 TV조선 《아바드림》 - 실리아
- 2023년 KBS2 《골든걸스》- 고정
- 2024년 JTBC 《톡파원 25시》 112회
- 2024년 SBS 《꼬리에 꼬리를 무는 그날이야기》 129회
- 2024년 SBS 《미운 우리 새끼》415회 스페셜MC

## CF
- 1981년 해태제과 아바 초코바
- 1985년 신창약품 뿌티미미론
- 1996년 한국폴라 폴라 아쿠아 크림
- 2003년 한국디지털위성방송 KT스카이라이프
- 2006년 SK에너지
- 2006년 베이직하우스
- 2009년 이엘씨에이한국 MAC비바글램 립스틱
- 2009년 삼성전자 옙(YEPP) P3
- 2010년 현대자동차 (레인보우 합창단과 함께 출연)